# Cnephasia ussurica
Cnephasia ussurica es una especie de polilla perteneciente al género Cnephasia, categorizada en la tribu Cnephasiini, de la subfamilia Tortricinae.

## Distribución
Se distribuye por Rusia.

## Taxonomía
Fue descrita por Filipjev en 1962 y publicada por primera vez en (Cnephasia), Trud Zool. Inst. Akad. Nauk SSSR 30: 378.